# Rachel Sennott
Rachel Anne Sennott (Simsbury, Connecticut; 19 de septiembre de 1995) es una actriz estadounidense. Es conocida por su serie de televisión de comedia Ayo and Rachel Are Single con Ayo Edebiri y por sus papeles protagónicos en las películas Shiva Baby (2020) y Bodies Bodies Bodies (2022).

## Primeros años de vida
Rachel Anne Sennott nació el 19 de septiembre de 1995 en Simsbury, Connecticut, hija de Donna (Virzi) y Jack Sennott. Sennott es de ascendencia italiana e irlandesa, y fue criada como católica. Se graduó de Simsbury High School en 2014.

## Carrera

### 2016-2020: Primeros trabajos en comedia
Sennott se interesó en la comedia en su primer año en la universidad, cuando fue a una noche de micrófono abierto en una cita. Estudió actuación en NYU Tisch y se graduó en 2017. Durante la universidad, continuó actuando en comedias en noches de micrófono abierto, además de actuar en películas estudiantiles, incluido el papel principal de Danielle en la versión de cortometraje de 2017 de Shiva Baby de Emma Seligman; Sennott repitió este papel en la adaptación cinematográfica de 2020.
En 2018, sintiéndose fuera de control de su incipiente carrera, recurrió a la comedia en Twitter, escribiendo chistes cortos. Ella le dijo a Nylon que no disfrutaba de la escena de micrófono abierto de Manhattan, sintiendo que la gente se reía de ella en lugar de con ella, y rápidamente pasó a la escena alternativa con un concierto regular en It's A Guy Thing. Luego desarrolló sus propios programas en 2018, Puke Fest y Ur Gonna Slp Rlly Well Tonight. Puke Fest combina stand-up con un juego de beber, y se trasladó a Instagram Live durante la pandemia de COVID-19. Su distintiva voz de comedia, una personalidad "desordenada" que a menudo se queja de las citas y la economía, rápidamente se hizo popular en la escena alternativa; en 2019 fue nombrada una de las seis mejores comediantes de la escena alternativa en las listas de Time Out New York y Pop Dust, citando su visión satírica única de aspectos de la vida y la cultura millennial. Sennott satiriza otros elementos de la cultura, con algunos de sus fragmentos más populares siendo un video sobre la cultura cinematográfica de Los Ángeles y uno sobre mujeres jóvenes obsesionadas con los bebés. Un clip de sonido de su video de Los Ángeles se samplea al comienzo de la canción "Bump This" de Michael Medrano, Jake Germain y Michete.
En televisión, Sennott protagonizó High Maintenance de HBO, e interpretó a Jackie Raines en Call Your Mother. También desarrolló la serie Comedy Central con Ayo Edebiri, y sus programas Ayo and Rachel Are Single y Taking the Stage comenzaron a transmitirse en la red en 2020. También aparece con Edebiri y otros comediantes en la serie documental de comedia web Speak Up, que busca amplificar las voces femeninas sobre el trabajo en la comedia.

### 2021-presente: Transición a largometrajes
En el cine protagonizó los largometrajes Tahara como Hannah Rosen, y Shiva Baby como Danielle. Ambas películas son narrativas judías queer sobre la mayoría de edad ambientadas en servicios funerarios, aunque Sennott no es ni judía ni queer. En el papel principal de Danielle en Shiva Baby, que se estrenó en SXSW y TIFF en 2020, la actuación de Sennott se destacó en varias reseñas, con Andrew Parker de The GATE diciendo que ella dio "una maravillosa, actuación estelar" y Alex de Vore del Santa Fe Reporter escribiendo que "después de su actuación en [la película], probablemente debería permitírsele hacer lo que quiera, es natural". Sennott ganó el premio Rising Star en el Festival de Cine Judío de Filadelfia. En 2022, interpretó a Alice en Bodies Bodies Bodies, una película slasher A24 que también contenía comedia y sátira social. Ella fue constantemente nombrada como la actuación más destacada de la película con Megan Conway de The New York Times Style Magazine resumiendo el consenso: "La capacidad de Sennott para inyectar una asombrosa variedad de significados en los diversos gritos y aullidos de Alice, así como su letanía de improperios y "Oh, Dios mío", se roba el espectáculo".
En 2023, Sennott se reunió con Emma Seligman de Shiva Baby y Ayo Edebiri de Ayo and Rachel Are Single para protagonizar la película de comedia sexual para adolescentes Bottoms. La película se estrenó en el SXSW de ese año con gran éxito de crítica. También se proyectó en SXSW la tragicomedia I Used to Be Funny. Al escribir sobre la actuación de Sennott en su reseña para The Austin Chronicle, Jenny Nulf dijo que "es desgarrador, un paseo por la cuerda floja entre lo divertido y lo triste que se hace con gracia". Sennott comenzó a aparecer en la serie dramática de HBO The Idol el 4 de junio de 2023. Sennott va a ser parte del drama de época de Saverio Costanzo Finalmente L'alba.

## Vida personal
Sennott divide su tiempo entre Los Ángeles y la ciudad de Nueva York. Sennott fue parte de la popularización de la comedia de cámara frontal durante las cuarentenas de la pandemia de COVID-19,  y acuñó el término de relaciones "soft launching", que describe etiquetar nuevas relaciones en Instagram sin anunciarlas explícitamente. En junio del 2020 participó en una transmisión en vivo a beneficio del Black Trans Travel Fund.

## Filmografía
| Año  | Título                    | Role         | notas                       |
| ---- | ------------------------- | ------------ | --------------------------- |
| 2018 | Shiva Baby                | Danielle     | Cortometraje                |
| 2020 | Tahara                    | Hannah Rosen | [ 26 ]                      |
| 2020 | Shiva bebe                | Danielle     | También productor ejecutivo |
| 2022 | Appendage                 | Ella         | Cortometraje                |
| 2022 | Cuerpos Cuerpos Cuerpos   | Alice        | [ 52 ]                      |
| 2023 | El Club de las Luchadoras | P.J.         | También guionista           |
| 2023 | I Used to Be Funny        | Sam          |                             |
| TBA  | Finalmente l'alba         |              | Postproducción              |
| TBA  | Holanda, Míchigan         |              | Filmación                   |

| Año  | Título                    | Role          | notas               |
| ---- | ------------------------- | ------------- | ------------------- |
| 2018 | Alto mantenimiento        |               | Episodio: "Namasté" |
| 2020 | Ayo and Rachel Are Single | Raquel        | 3 episodios         |
| 2020 | Taking the Stage          |               | [ 22 ]              |
| 2020 | Speak Up                  | Sí misma      | [ 25 ]              |
| 2021 | Llama a tu madre          | Jackie Raines | 13 episodios        |
| 2023 | El ídolo                  | Leia          | Papel secundario    |